# Kaple svatého Antonína Paduánského (Rašovka)
Kaple svatého Antonína Paduánského v Šimonovicích-Rašovce je hřbitovní sakrální stavba na jihozápadní stráni obce.

## Historie
Začátkem 20. století zakoupila Františka Lanková pozemek na jihozápadní stráni s cílem vybudování kostela a hřbitova.
Kaple (někdy též nazývaná kostelem) byla postavena z příspěvků místního věřícího zemědělského obyvatelstva, ale především mecenášky paní M. Brožové. Vysvěcena byl 25. září 1932 a stala se jednou z nejmladších kaplí tohoto druhu na Liberecku.